# 新居城
新居城（あらいじょう）は、愛知県尾張旭市城山町長池下にあった中世の日本の城。

## 概要
新居城は、水野氏の居城として、水野又太郎良春によって開拓された新居の地へ、その子孫である水野雅楽頭宗国によって築城された城である。
また、名鉄瀬戸線・尾張旭駅前にはこの地を開拓した水野良春の銅像がある。
なお、水野氏の末裔の多い新居村には、良春が吉野の修験道から持ち込んだとされる棒の手が伝えられた。
良春の号「無二」をとって無二流と称され、現在では尾張旭市を代表する伝統芸能の一つとなっている。

## 沿革
南北朝時代の南朝方功臣・水野又太郎良春は当初、父祖の地でもあった志段味城（現・名古屋市守山区）に居住していた。
後に良春はこの地に拠点を移し、新居村を開村開拓した。
「新居」とは、新開地の意味であり、中世に好んで使われた地名である。
その子孫である良春の四代の孫（一説には五代とも）水野雅楽頭宗国は、北西に長池、北東に山田池を控え、その間を南へ細長く伸びた丘陵先端部である要害の地に、新たに城を築城した。これが新居城である。
宗国の弟照昌（毛受照昌）は尾張国春日井郡稲葉村（現在の愛知県尾張旭市稲葉町）へと移る。
その照昌の子は、賤ヶ岳の戦いで柴田勝家の家臣として名高い毛受（めんじゅ）兄弟の毛受勝照である。
本能寺の変での織田信長死後、羽柴秀吉と柴田勝家との織田政権後継ぎ争いとなる賤ヶ岳の戦いが勃発。
この戦いにおいて、越前国鯖江付近で1万石を領していた勝照（勝助）は、兄の毛受茂左衛門と共に、北ノ庄城へ敗走する主君勝家の殿として身代わり果敢に応戦、勝家の脱出の時間を稼いで、壮絶な最期を湖北の地で迎え討死。享年25。
南北朝時代
- 康安元年（1361年）に水野又太郎良春が新居村を開墾・開村。居館として新居城築城。
- 応安元年（1368年）、弟の報恩陽を定光寺から招聘し、新居村に退養寺を開山。
- 応安7年（1374年）に居城として新居城築城。しかしこの年に良春は死没し、退養寺へ葬られる。

室町時代
- 長禄4年（1460年）良春から四代の孫(一説五代）水野雅楽頭宗国によって現在の城山公園にある地に改修・築城。

以後、戦国期を含めて詳しい文献資料が見当たらないため、不明なことが多い。

## 遺構
新居城は比高20mほどの丘陵に築かれており、現在は城山公園として整備されている。
南の道路に面して「旭城」という模擬天守風建物があり休憩施設となっている。
主郭はその北側にある丘陵で、テニスコートなどとなっており、遺構の残存は悪いが、東側の土手が土塁で案内板が設置されている。
土塁の北端から北東側に伸びる道に橋が架かっているが、そこが本来堀切であったと考えられる。

## アクセス

### 鉄道
名鉄
- 名鉄瀬戸線：尾張旭駅から徒歩約15分。

### 自動車
- 名古屋第二環状自動車道：大森ICから約15分。
- 東名高速道路：名古屋ICから約20分。
  - 駐車場は無料（300台）

## その他

### 御城印
- スカイワードあさひにて尾張旭七城巡りの御城印を取得することができる。